# フェデラル・コーポレーション
フェデラル・コーポレーション（Federal Corporation, 泰豐輪胎）は、台湾のタイヤメーカー。桃園市の中壢区に本社を置く。現在同社はフェデラル・グループとして、マーケティング部門、不動産部門および2つのタイヤ製造工場で運営されている。工場は台湾の中壢区に所在する元からの工場と、1997年に買収した中国の江西省にある100％所有の工場である。
同社はフェデラルタイヤとヒーロータイヤの2つのブランドを所有する。フェデラルはグローバル市場でのポジショニングを目的としており、ヒーローは主に中国本土の国内市場を対象としている。

## 歴史
- フェデラル・コーポレーションは1954年に台湾の中壢区でゴム会社として設立され、1958年に最初のタイヤを製造した。タイヤの輸出は1965年に始まった。
- ブリヂストンタイヤとの技術協力は1960年に始まり、20年近く続いた。1981年から住友ゴム工業（ダンロップ）との技術協力に切り替え、住友ゴムは現在もフェデラルに自社ブランドのタイヤを製造するために必要な技術的能力とノウハウを提供している。
- 最初の乗用車用ラジアルタイヤの生産は1978年に開始された。1979年には株式公開が行われ、運用資本が大幅に増加した。
- フェデラルタイヤは1986年にQuality A Supplier Award、1990年にはフォード・モーターからFORD Q1 Award、ゼネラルモーターズからオペル・アストラプロジェクトへの貢献に対してGM/Opel Awardを受賞した。1993年にはホンダからQuality awardを受賞した。
- フェデラルは70か国以上に100を超える国や地域の代表を擁する海外代理店の強力なネットワークを確立しており、現在も拡大を続けている。
- その歴史を通して、同社は決して資金のローンを受けたことが無く、常に自身で解決してきた。慎重な経営による多くの大きな成果の1つは、過去10年間に同社は損失を被ったことがないことである。

## フェデラルタイヤ
フェデラルタイヤは台湾を拠点とするフェデラル・コーポレーションの主要ブランドである。同ブランドはモータースポーツとレーシングデザインの製品を製造し、世界中、特にアメリカ、日本、オーストラリアで広く知られている。フェデラルブランドは、リーズナブルな価格、卓越したパフォーマンス、高い信頼性で世界中のドリフターにも温かく受け入れられている。
フェデラルタイヤは冬用タイヤ、ライトトラック用、商用トラックタイヤ、およびその主要製品である乗用車/ツーリングクラス用からフィッティングパフォーマンスおよびスーパーカーUHPタイヤまで、幅広いタイヤを提供している。

## ヒーロータイヤ
ヒーロータイヤはフェデラル・コーポレーションのセカンドブランドであり、江西フェデラルタイヤで製造されたヒーロータイヤのほとんどは、フェデラルブランドのタイヤと同一である。 最近、同社はヒーローをアジアのタイヤブランドとして世界的に宣伝するという新しい戦略を開始した。

## マーケティング
同社はドリフト、タイムアタック、サーキットレース、ラリーを世界中で積極的に推進しており、ほとんどの活動はイギリス、アメリカ、日本、オーストラリアで行われ、さまざまなレーシングチーム、ドライバー、イベントのスポンサーとなっている。

## 参照
1. ↑  “Federal Corporation”. Federal. 2012年3月21日時点のオリジナルよりアーカイブ。2008年11月18日閲覧。